# Orhei
Orhei is een gemeente - met stadstitel - en de hoofdplaats van de Moldavische bestuurlijke eenheid (unitate administrativ-teritorială) Orhei.
De gemeente telt 33.500 inwoners (01-01-2012).
FC Milsami Orhei is de professionele voetbalclub van Orhei. In 2015 werd de club landskampioen van Moldavië. 

## Geboren te Orhei
- Moissey Kogan, beeldhouwer